# Laguna de Perlas
Laguna de Perlas, även kallat Pearl Lagoon, är en kommun (municipio) i östra Nicaragua med 14 503 invånare (2012). Den ligger vid Karibiska havet i Región Autónoma de la Costa Caribe Sur. De flesta av kommunens orter ligger runt lagunen med samma namn och båten är det viktigaste transportmedlet.

## Geografi
Kommunen Laguna de Perlas ligger runt lagunen med samma namn, som är skilt från Karibiska havet av en smal landremsa. Befolkningen är koncentrarad i små samhällen runt lagunen. I södra änden av lagunen, nära dess utlopp i havet, ligger kommunens centralort Laguna de Perlas med 2 217 invånare (2005) samt dess näst största ort Houlover (1400 invånare). Övriga orter (comarcas) längs lagunens västra strand är, från söder till norr, Rarpura (84 invånare), Manhathan (242), Kakabila (509), Brown Bank (124),  Arenitas II (543), Nueva Esperanza (157), Orinoco (787) och Marshall Point (259). På landremsan mellan lagunen och havet ligger Tasba Point (1242). I inlandet väster om lagunen ligger El Pedegral (490), Pandler (294) och San José (219) i kommunens sydvästra hörn. I kommunens nordvästra inland, runt floden Río Wawasang, ligger Pueblo Nuevo (838), Wawashan (56), Chacachaca (85), La Tortuga (344), El Mango (456) och El Limón (193).
Laguna de Perlas gränsar till kommunerna Kukra Hill i söder, El Tortuguero i väster och Desembocadura de Río Grande i norr, samt till Karibiska havet i öster. 

## Historia
Kommunen grundades 1989 efter att tidigare ha varit en del av Bluefields.

## Transporter
Från centralorten Laguna de Perlas går det via Houlover en grusväg till grannkommunen Kukra Hill och vidare till El Rama och Nicaraguas övriga vägnät. Resten av kommunen är mestadels väglös, och transporter sker per båt. Söderut till Bluefields går reguljär båttrafik via Río Cukra, som samamnbinder lagunen Laguna de Perlas med Bahía de Bluefields. Norrut till grannkommunen Desembocadura de Río Grande kan man ta sig med båt via Top-Lock kanalen, som sammanbinder Laguna de Perlas med Río Grande de Matagalpa.

## Kända personer från Laguna de Perlas
- Albert Williams (1954-), basebollspelare[7]
- Devern Hansack (1978-), basebollspelare, pitcher för Boston Red Sox[8]

## Bilder
|  |